# Fuggiasco
Fuggiasco (Odd Man Out) è un film britannico del 1947 diretto da Carol Reed, vincitore del premio BAFTA come miglior film. L'opera si basa sull'omonimo romanzo (1945) di F. L. Green, che collaborò alla sceneggiatura.

## Trama
Dalla rapina alle casse di un'azienda, nel corso della quale uccide, in una colluttazione, un dipendente, rimanendo, a sua volta, gravemente ferito, sino alla morte per mano della polizia nelle vicinanze del porto in cui cercava la salvezza: dura una dozzina di ore la drammatica fuga di Johnny McQueen, capo di un'organizzazione politica clandestina nell'Ulster. In questo arco di tempo, in una livida Belfast invernale, setacciata in ogni suo angolo dalla polizia, la fuga lo porta in contatto con una poliedrica umanità, in cui trovano posto i sentimenti più diversi: dall'odio alla compassione, dalla curiosità all'indifferenza, dall'incomprensione all'avidità.

## Riconoscimenti
- Nel 1947 il National Board of Review of Motion Pictures l'ha inserito nella lista dei migliori dieci film dell'anno.
- Nel 1947 fu candidato per il Leone d'Oro alla Mostra del cinema di Venezia
- Nel 1948 ottenne il BAFTA Award for Best British Film
- Nel 1948 fu candidato al Premio Oscar per il montaggio

## Critica
"Questa storia non ha come oggetto la lotta tra la legge e un'organizzazione illegale, ma unicamente il conflitto che ha luogo nel cuore degli individui allorché ne vengono improvvisamente coinvolti." Con questa avvertenza, che scorre subito dopo i titoli iniziali, Carol Reed ammonisce chi cerchi di individuare nel film una qualche presa di posizione politica, la comprensione per le ragioni di una delle parti in lotta nell'interminabile, cruento conflitto nord irlandese. Non è casuale che non venga mai fatto il nome dell'Irish Republican Army (IRA), sostituito da "L'Organizzazione", né della città di Belfast - magnificamente resa dalla fotografia di Robert Krasker - in cui, con tutta evidenza, ha luogo la vicenda.
Segna l'inizio del periodo migliore della produzione registica di Carol Reed. Non vi è rilevante il gusto per l'analisi psicologica o l'attenzione per i temi etici della colpa e dell'espiazione, dell'adeguatezza dei mezzi al fine, che caratterizzeranno la produzione successiva, in particolare i film del sodalizio artistico con lo scrittore Graham Greene, che inizierà l'anno successivo con Idolo infranto (1948). La figura del "fuggiasco", in cui, pure, James Mason si esibisce "probabilmente nella migliore (prova) della sua carriera" ("Il Mereghetti - Dizionario dei film 2008"), si dissolve per lunghi tratti in una "sinfonia di rapporti umani (...) tra cui alcuni intimi, alcuni perfettamente ordinari ed altri puramente casuali dal punto di vista dei ritmi atomistici della città" (Andrew Sarris, "The American Cinema: Directors and Directions, 1929-1968", British Film Institute, London.)
«fotografato in un bellissimo bianco e nero da Robert Krasker... sullo sfondo di una Belfast umida e cupa... grandissima prova di Mason, probabilmente la migliore della sua carriera » *** 
Roman Polański ha dichiarato che è il suo film preferito, superiore a Il terzo uomo:
I still consider it as one of the best movies I've ever seen and a film which made me want to pursue this career more than anything else... I always dreamt of doing things of this sort or that style. To a certain extent I must say that I somehow perpetuate the ideas of that movie in what I do.